# Marek Sobieski
Marek Sobieski (1549/1550 - 1605) est un noble polono-lituanien (szlachcic).
Il est courtisan à partir de 1577, Chorąży (en) (chorąży nadworny królewski) de la cour royale à partir de 1581, castellan de Lublin à partir de 1597 et voïvode de Lublin à partir de 1597/98.
Il est le grand-père de Jean III Sobieski, roi élu de la République des Deux-Nations.